# Helena Kaschurow
Helena Kaschurow (eigentlich: Helena Kaschurowa; * 23. September 1989 in Krasnojarsk, Sowjetunion) ist eine deutsche Tänzerin in den Sparten Standard- und Lateinamerikanische Tänze. 

## Leben und Karriere
Helena Kaschurow tanzt schon seit ihrer Kindheit. 2002 kam sie nach Deutschland. Sie tanzt bei den Amateuren in der S-Klasse Latein für den TSC Schwarz-Weiß Pforzheim, zunächst seit 2006 mit Tobias Losert, von 2008 bis 2011 mit Denis Weinberg, ab 2011 mit Guido Gencarelli. Kaschurow ist Mitglied des Bundeskaders.
Als Tanzpartnerin des Schauspielers und Musikers Jörn Schlönvoigt in der 2011 ausgestrahlten vierten Staffel von Let’s Dance wurde Kaschurow einem breiten Publikum bekannt. Das Paar erreichte den fünften Platz. In der fünften Staffel der RTL-Tanzshow war Kaschurow 2012 Tanzpartnerin von Musikproduzent Uwe Fahrenkrog-Petersen, mit dem sie in der ersten Runde ausschied.
Sie ist u. a. in dem TV-Spot der Studiengemeinschaft Darmstadt und des Online-Shops Fitness.de zu sehen.
Helena Kaschurow bei Let’s Dance
| Staffel (Jahr) | Partner                 | Platzierung |
| -------------- | ----------------------- | ----------- |
| 4 (2011)       | Jörn Schlönvoigt        | 5.          |
| 5 (2012)       | Uwe Fahrenkrog-Petersen | 12.         |